# Leszek Wierzchowski
Leszek Antoni Wierzchowski (Zawiercie, 10 de septiembre de 1949) es un político polaco fundador y líder del Movimiento Monárquico Polaco, también es poeta y dramaturgo, actualmente es miembro de la Unión de Escritores Polacos.

## Trayectoria
Es egresado de la 1.ª Escuela Secundaria de General St. Żeromski en Zawiercie y el Teacher Training College en Gliwice. Se graduó en filología polaca con una maestría en la Universidad de Silesia en Katowice.
En los años setenta y ochenta trabajó como periodista en el periódico "Poglady" en Katowice, en "Żołnierz Wolności" en Varsovia, luego en los quincenales "Budowlani" y "Panorama" en Katowice, la revista "Konstrukcje" en Varsovia y " Dziennik Zachodni" "en Katowice. Fue el editor en jefe de las revistas: "Echo Czeladzi", "Śląsko-Zagłębiowskie Nieruchomości" y "Nowa Monarchia". Fue miembro de la Asociación de Periodistas Polacos .
Hizo su debut como poeta con el poema lírico "Modlitwa" en la revista polaca "Forward" en Londres, y en epigramas un mes después en Polonia. Publicó poemas y epigramas en muchas revistas nacionales y regionales de Silesia (incl. "Szpilki", "Soldado polaco", "Voz del maestro", "Zielony Sztandar", "Głos Pracy", "Sí y no") y en el aire de Radio Katowice.
En los 70, fue coorganizador del Grupo Poetycka En Sebyły en Częstochowa y la Sociedad Literaria de Francmasones en Wrocław, así como miembro del Club de Correspondencia de Escritores Jóvenes en Katowice y del Club Literario en la sucursal de Katowice del Sindicato de Maestros Polacos.
Es miembro de la Unión de Escritores Polacos. Pertenece a la Sociedad Literaria de Alta Silesia en Katowice. Es autor de - La epopeya contemporánea "Millenium", epopeya de cinco libros - colecciones: "Manifiesto erótico", "Estados extraños de conciencia", "Los nombres de los amantes", "Encaje erótico", "El arte de las caricias", y también reseñas literarias. Es el dueño de la Editorial AUTOR.
Junto con Sławomir Leonard Wysocki, publicó “Herbarz. Conferir la dignidad de la nobleza y los aristócratas en Polonia 1992-1995”(Editorial SAPIENTIA, Cracovia 1996).
Durante muchos años vivió y trabajó en Gliwice, Sosnowiec y luego en Katowice.

### Actividades en PRM
Él fundó el Movimiento Monárquico Polaco en 1991 con el objetivo de introducir una monarquía constitucional hereditaria en Polonia. Leszek Wierzchowski fue proclamado regente de Polonia por ella.
La Convención monárquica polaca y polaca también reconoce el derecho de Leszek Wierzchowski a otorgar títulos nobles y aristocráticos, una de cuyas pruebas fue la celebración del Acuerdo Monárquico entre estas organizaciones en abril de 2008 en Łódź.
Recibió la Gran Cinta de la Orden de San Estanislao con la Estrella "por méritos en actividades sociales y humanitarias" de la llamada Capítulo de la Soberana Orden de San Estanislao en Polonia presidido por el Gran Maestre de la Orden de Juliusz Nowina-Sokolnicki. Igor Żuk lo honró con la Orden del Rey Daniel Halicki (14 de septiembre de 2003 en el Palacio Potocki en Lviv). El 8 de septiembre de 2006, durante el Congreso de Delegados de PRM en Cracovia, fue nombrado General de División por la Unión Internacional de cosacos. Obtuvo el título de Académico de la Academia Internacional de Tecnología de la Información (en 1996).
Utiliza el escudo de armas de Pobóg. Miembros del título del Movimiento Monárquico Polaco Leszek Wierzchowski: "Su Alteza Real Leszek Antoni Gran Duque Wierzchowski, por la gracia de Dios y la Voluntad de la Nación Regente de Polonia y el Movimiento Monárquico Polaco, Gran Duque de Ucrania-Rus, Príncipe del Imperio Ruso, Emiradores, Caballero de la Orden de la Regencia del Grande Cinta con una estrella, Gran Maestre de la Orden de los Caballeros de la Corona de Polonia, Gran Maestre del Capítulo de la Orden de St. Stanislaus, etc. etc ”. Los títulos le fueron entregados por Príncipe del Imperio de Rusia - Pablo II Romanov, Gran Duque de Ucrania-Rutenia - que afirma ser el Rey de Ucrania-Rutenia Orest I, Emira - el más alto colegio de la Unión Religiosa Musulmana (tártaros polacos) en la República de Polonia. Estos títulos no tienen ningún significado formal o diplomático y no son reconocidos por ningún gobierno de ningún tipo. Son de naturaleza organizativa.

### Actividad literaria
Leszek Wierzchowski es autor, entre otros, de un drama paradocumental poético sobre el Levantamiento de Varsovia, así como los eventos de 1968, 1970 y 1980 en Polonia, El Milenio o el nacimiento de la solidaridad de la nación polaca en Gdańsk durante la huelga de 1980 / 1.ª edición. -1998, Zgierz cerca de Łódź; 2.ª ed. - 1999, Katowice. Se escenificaron fragmentos de "Millenium", entre otros de Jan Machulski y Leon Niemczyk en el Museo de Cinematografía de Łódź.
Publicó epigramas de cinco libros en Cracovia:
- Manifiesto erótico (2002), (2.ª edición - 2003), (3.ª edición - diciembre de 2019)
- Estados extraños de conciencia (2003), (2.ª edición - diciembre de 2013)
- Nombre de los amantes (2004)
- Erotic Fitting (2009), (2.ª edición - diciembre de 2014), (3.ª edición - noviembre de 2016)
- El arte de acariciar (2011), (II edición - octubre de 2017)

Autor de numerosos epigramas (más de 10 mil miniaturas poéticas), especialmente sobre temas amorosos, eróticos, sociales, líricos y filosóficos (aforismos). Cinco ediciones del concurso "Inspiraciones de Wierzchowski" de aforismo, épico o limerick, en referencia a la obra de Leszek Wierzchowski, se llevaron a cabo en las páginas de la revista mensual literaria nacional Akant (Bydgoszcz) en 2005-2010. En 2016 tuvo lugar la sexta y séptima edición de este concurso. En total, creó más de 24 mil. epigramas.
El 30 de diciembre de 2004 ganó el premio del Alcalde de Dąbrowa Górnicza, M. Jerzy Talkowski por sus logros en el campo de la cultura.
El 5 de noviembre de 2009, se estableció en Łódź el Club de entusiastas creativos de Leszek Wierzchowski.
El 27 de mayo de 2010 recibió el premio del presidente de la ciudad de Zawiercie Mirosław Mazur por logros en el campo de la creatividad.
En 2011, fue elegido Secretario de la Rama Provincial de la Unión de Escritores Polacos en Katowice.